# Gletscherschwundtag
Der Gletscherschwundtag (englisch Glacier Loss Day) markiert den Zeitpunkt im Jahr, an dem ein Gletscher mehr Eis und Schnee verloren hat, als er im vorhergehenden Winter zugenommen hat. Er kann als Indikator für den Zustand eines Gletschers dienen.

## Definition
Eingeführt wurde der Begriff 2022 von den Gletscherforschern Annelies Voordendag, Rainer Prinz, Lilian Schuster und Georg Kaser von der Universität Innsbruck. Sie bezeichnen damit jenen Tag eines Jahres, an dem die gesamte, in der winterlichen Akkumulationsphase gewonnene Masse eines Gletschers verloren gegangen ist und ein weiteres Abschmelzen seine Ausdehnung verringert.

## Bedeutung
Der Gletscherschwundtag soll das Bewusstsein für den raschen Verlust von Gletschern aufgrund des Klimawandels stärken. Das Konzept orientiert sich am Erdüberlastungstag (Earth Overshoot Day), jenem Tag, an dem die Nachfrage der Menschheit nach nachwachsenden Rohstoffen das Angebot und die Kapazität der Erde zur Reproduktion dieser Ressourcen in diesem Jahr übersteigt.

## Methode

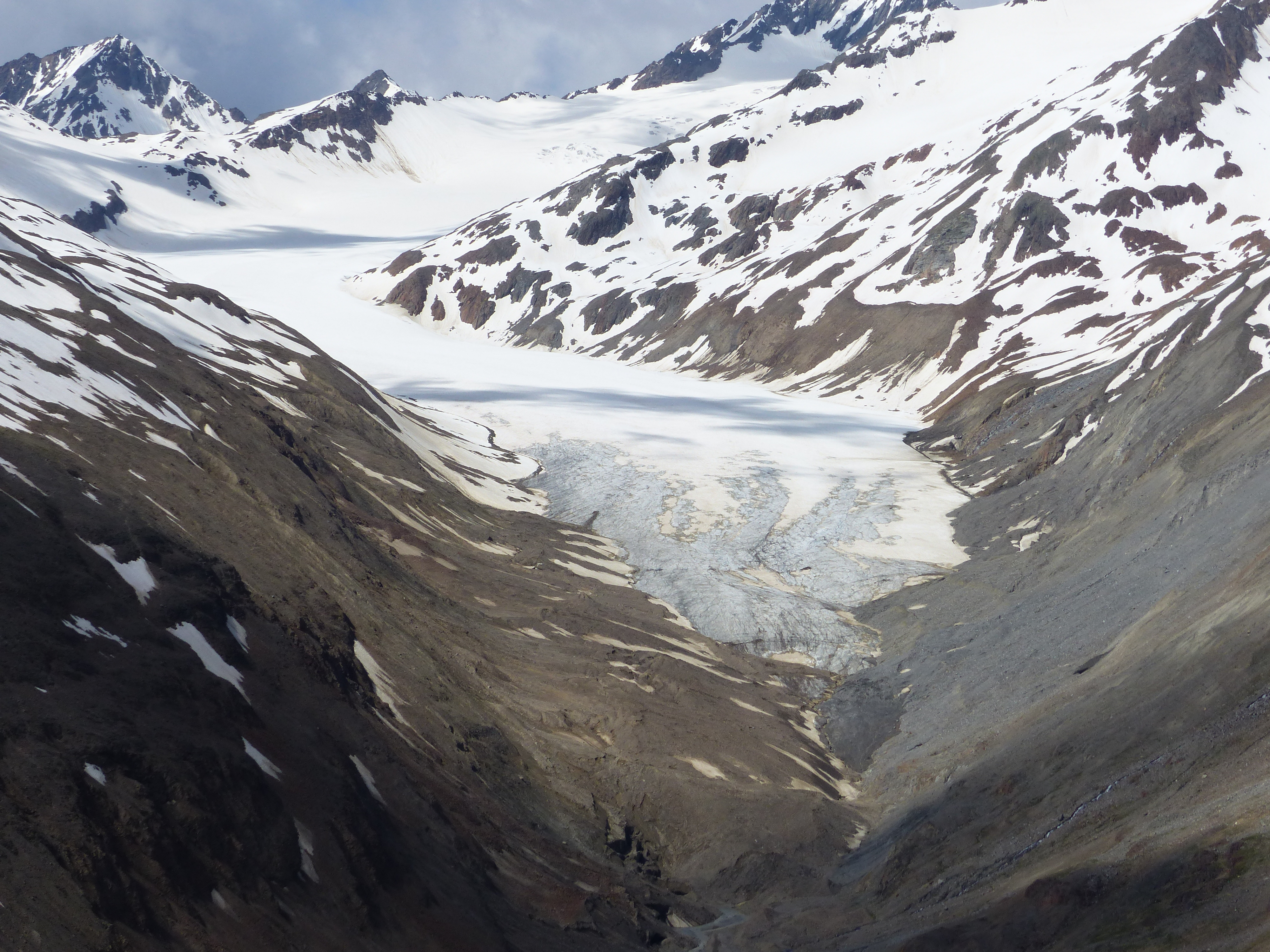
Hintereisferner im hinteren Ötztal in Tirol (2018)

Voraussetzung für die Festlegung des Gletscherschwundtags ist die seit einigen Jahren technisch mögliche, laufende Überwachung von Gletschern. Innsbrucker Wissenschaftler führen am Hintereisferner – dessen Massenbilanz bereits seit 1952 kontinuierlich erhoben wird – seit 2016 mit Laserscannern täglich Messungen des Gletschervolumens durch. So lässt sich der Gletscherschwundtag für diesen Gletscher im hinteren Ötztal genau bestimmen.
| Jahr | Gletscherschwundtag |
| ---- | ------------------- |
| 2022 | 23. Juni            |
| 2021 | 11. August          |
| 2020 | 11. August          |

Ein sehr früher Gletscherschwundtag bedeutet, dass das Potenzial für einen weiteren Massenverlusten eines Gletschers deutlich höher ist.